# Alfredo Cardoso de Soveral Martins
Alfredo Cardoso de Soveral Martins OTE • CvA • MPCE (Almacave, Lamego, 7 de Junho de 1869 – Figueira da Foz, 8 de Julho de 1938), foi um oficial da Marinha e administrador colonial português.

## Biografia
Exerceu o cargo de 67.º Governador de Timor, território subordinado a Macau, em 1910 até 30 de Novembro, demitindo-se com a Implantação da República Portuguesa,  por ser monárquico, tendo sido antecedido por Gonçalo Pereira Pimenta de Castro e sucedido por Filomeno da Câmara de Melo Cabral.
Antes foi governador da Guiné (1903-1904) e da província de Inhambane, em Moçambique (1898-1902).
Para perceber a política de ocupação militar que então ocorreu nas colónias, é interessante transcrever o que Alfredo de Soveral Martins escreveu num relatório que em 1903, sendo governador da Guiné, enviou ao ministro e secretário de Estado dos Negócios da Marinha e Ultramar: “Sei muito bem que o paiz reage contra o estado de guerra quasi permanente que tem há anos mantido nas colonias; sei que os recursos não abundam e que é um patriótico dever evitar tudo quanto possa perturbar a diffícil marcha dos nossos negócios; também sei que a fadiga produzida pelas guerras africanas faz sempre, embora injustamente, prever pruridos de glória adquirida em façanhas que quando não fundamentadas são uma mentira ao paiz e portanto uma torpeza. Embora os partidários destas ideias possam justifica-las; não me parece que seja fácil admitti-las em absoluto, de boa fé. E, sendo assim, a pacificação da Guiné, pela força, é das ideias necessárias que não sofrem discussão. O paiz reage contra as guerras em África, mas compreende-as e applaude-as quando só visam impedir a marcha das difficuldades que põem em risco o seu domínio e quando d’ellas sensatamente aproveitadas resultam prestígio para o seu nome, influxo civilizador e riqueza económica. São escassos os seus recursos mas poucos são os que se lhes pedem em troca de resultados decisivos e com immediata remuneração muito superior à despesa feita. Emquanto aos pruridos de gloria que possam ser-me atribuídos creio ter sobejas provas durante a minha carreira administrativa de que não sou sujeito a esse mal. Ambicioso de gloria sou-o, sem duvida, quando d’essa gloria possa resultar para o meu paiz algum prestígio ou vantagem, mas quando d’ella só pudesse resultar importancia pessoal não seria gloria e sim mentir à minha Patria, mentir ao meu Rei, mentir a quem, depositando confiança em mim, me colocou à testa do Governo d’esta província; dessas torpêzas a ninguem ainda dei o direito de me supor capaz. (…) Pois, Ex.mo Sñr, as mesmas considerações que então me levaram a proceder por aquella forma, são as mesmas que agora me levam a apresentar a V. Ex.cia a solução que julgo unica e que se impõe como inadiavel ao problema do futuro da Guiné Portuguesa. Dizer o contrário do que affirmo na presente exposição, seria mentir ao meu paiz, mentir ao meu Rei e mentir à confiança que V. Ex.cia se digna depositar em mim. Deus guarde a V. Ex.ª. Bolama 8 de Setembro de 1903. O Governador Alfredo Cardoso de Soveral Martins”.
Primeiro-Tenente da Armada Real em 1903, Alfredo de Soveral Martins esteve com Mouzinho de Albuquerque nas campanhas de Lourenço Marques (1894-1895), que conduziram à captura de Gungunhana.
Era governador de Timor quando se deu a proclamação da República em Lisboa, tendo sido ele a proclamá-la em Timor. Logo no dia 6 de Outubro recebeu de Lisboa o seguinte telegrama: «Governador Geral de Timor. Foi ontem proclamada Republica com concurso Exército, Marinha e Povo. Entusiasmo, ordem absoluta. Governo provisório presídio por Teófilo Braga. Ministros: Guerra, Coronel Artilharia Xavier Barreto, Interior: António José de Almeida, Fazenda: Basílio Teles, Obras públicas: António Luís Gomes, Marinha e Colónias: capitão-de-mar-e-guerra Azevedo Gomes, Justiça: Afonso Costa; Estrangeiros: Bernardino Machado. Queira comunicar autoridades civis e militares sob a jurisdição estes acontecimentos (ass.) Ministro da Marinha, Azevedo Gama». Mas só no dia 30 de Outubro, no Palácio do Governo, em Díli, reuniu as personalidades mais relevantes da cidade: o presidente da Comissão Municipal, vereadores, chefes das repartições, funcionários civis, militares, representantes do comércio, indústria e agricultura, e o vigário-geral da diocese, lendo a seguinte declaração: «Meus Senhores. Trouxe-nos o telégrafo a notícia da revolta que deu a Portugal o novo regime, satisfazendo os ideais da sua população e abrindo ao seu futuro uma nova era que a todos se impõe como de felicidade e progresso. Leal filha, não podia a colónia de Timor, deixar de, com carinhoso entusiasmo, seguir a mãe Pátria, abraçando a Ideia Nova com fé no provir e arreigada crença num Portugal maior. Traga o novo regime a felicidade que merece a heróica Nação, cujas tradições enchem de gloriosas páginas a História do passado e possa a História do futuro registar ainda a grandeza deste povo civilizador e honrado. Com intensa fé, proclamamos nesta colónia a República Portuguesa e enternecidamente vamos assistir ao içar da nova Bandeira da Nação, do augusto símbolo que nos cumpre defender e amar e a cuja sombra, alentados pela esperança, trabalharemos pelo futuro e engrandecimento da nossa querida Pátria». Seguiu-se a cerimónia do arraiar da bandeira real azul e branca e o içar da nova bandeira, ao som de uma salva de 21 tiros, tendo o presidente da Comissão Municipal dado três vivas à República. Monárquico, Alfredo de Soveral Martins demitiu-se de seguida e abandonou Timor nesse mesmo mês de Novembro, sendo substituído interinamente pelo seu secretário, o capitão Anselmo Augusto Coelho de Carvalho, que a 22 de Dezembro desse ano foi substituído, também interinamente, pelo capitão José Carrazeda de Sousa Caldas Viana e Andrade, até à chegada do novo governador Filomeno da Câmara de Melo Cabral. 
Em 1932 integrou a Comissão Administrativa da Câmara Municipal da Figueira da Foz.
Foi Cavaleiro da Ordem Militar de Avis e Oficial da Ordem Militar da Torre e Espada, do Valor, Lealdade e Mérito, tendo sido condecorado com a Medalha de Prata de Comportamento Exemplar e a Medalha Rainha Dona Amélia (1895).
Em 1885 estava matriculado na Universidade de Coimbra.

## Família
Casou em Viseu com D. Maria Emília de Figueiredo de Sousa e Melo e foi pai, nomeadamente, do Dr. José de Figueiredo de Soveral Martins (1906-1968), desembargador da Relação de Coimbra.
Era irmão mais novo do Dr. José Cardoso de Soveral Martins, advogado em Oliveira do Conde e Viseu, ambos filhos do Dr. José Tavares de Soveral Martins, advogado e juiz, senhor da casa da Torre, em Oliveira do Conde, e de sua mulher D. Adelaide Albertina Cardoso Ferraz de Miranda Rebelo de Sousa.